# The Euroboys
The Euroboys (oftast Euroboys) är en norsk popgrupp som bildades år 1990 och hette då Kåre and the Cavemen, men bytte sedermera namn till Euroboys för att kunna slå igenom utomlands.
Bandets nuvarande medlemmar är Knut Schreiner, Anders Møller, Erling Norderud Hansen, Mats Engen och Trond Mjøen.

## Medlemmar
Nuvarande medlemmar
- Knut Schreiner – gitarr, sång (1990–)
- Anders Møller – trummor (1995–)
- Christer Engen – trummor, slagverk, sång (1998–)
- Mats Engen – basgitarr, sång (2000–)
- Erling Norderud Hansen – keyboard (2001–)
- Trond Mjøen – gitarr, sång (2002–)

Tidigare medlemmar
- Kåre Joao Pedersen – sång, trummor (1990–2000)
- Dag Falang Gravem – basgitarr (1990–2000)
- Per Øydir – keyboard (1997–2000)
- Stefan Høglin – keyboard (2000–2001)
- Ole Øvstedal – gitarr (2000–2001)
- Werner Holm – trummor (1990)

## Diskografi
Studioalbum
- 1997: Jet Age (som "Kåre and the Cavemen")
- 1999: Long Day's Flight 'Till Tomorrow
- 2000: Getting Out of Nowhere
- 2004: Soft Focus

EP
- 1996: Reverberation!
- 1999: Down the Road of Golden Dust
- 1999: 1999 Man
- 2001: The Hot Rod EP
- 2004: Soft Focus Album Sampler

Singlar
- 1997: "Rubber City Revolution"
- 1997: "Girlfriend in Tacoma"
- 1998: "Filadelfia"
- 2000: "Nice for a Change" (Radio Edit)
- 2000: "Turn that Sound Up" / "Scarborough Fair"
- 2001: "Looking for a Break-in" (Radio Edit)
- 2004: "One Way Street"
- 2004: "Break Away"